# Tienda de discos

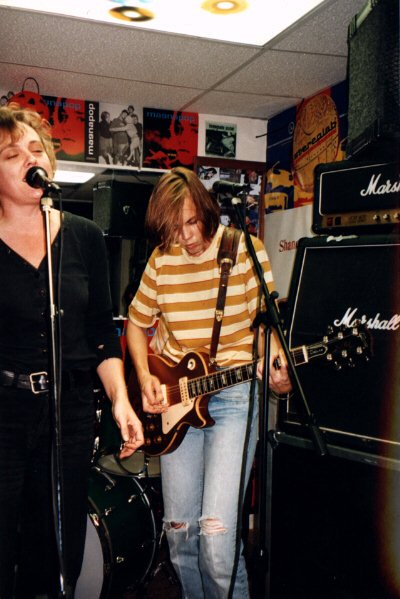
En las tiendas de discos también organizan actuaciones musicales. En imagen, Magnapop tocando en una tienda estadounidense en 1994, promocionando para su álbum Hot Boxing visibles en el fondo.

Una tienda de discos o disquería es una tienda minorista que vende música grabada. A fines del siglo XIX y principios del siglo XX, las tiendas de discos solo vendían discos de vinilo, pero durante el siglo XX, comenzaron a vender los nuevos formatos que se fueron desarrollando, como cartucho de 8 pistas, casetes, discos compactos (CD). A partir del siglo XXI, con la llegada del mp3 y la venta de música en línea, las tiendas de discos comenzaron a entrar en crisis y ocasionalmente comenzaron a vender DVD de películas. Algunas tiendas de discos también venden artículos relacionados con la música, como carteles de bandas o cantantes e incluso ropa y artículos como bolsos y tazas (merchandising).

## Mercado utilizado
Además de las tiendas que venden nuevos productos, muchas tiendas de discos se especializan en el coleccionismo de discos de vinilo de segunda mano, vintage o usados, que compran al público u otros distribuidores, y luego revenden con fines de lucro. Algunas tiendas de discos usados también venden CDs usados y películas en DVD. Debido a su rareza, los discos de coleccionista o edición limitada son bastante más caros. Este tipo de tiendas de discos también se ha enfrentado a una feroz competencia de sitios de Internet como eBay, donde las personas pueden vender sus propios discos y evitar al "intermediario". Algunas casas de empeño venden CD usados.

## Tiendas independientes
Aunque las grandes tiendas como Walmart y Target Corporation han aumentado su espacio en los estantes de discos durante el vinyl revival, la mayoría de los clientes prefieren comprar vinilos en tiendas de discos pequeñas e independientes con una mayor selección que los grandes almacenes. En muchos países, el negocio de las tiendas especializadas de discos está en auge con cientos que abren de 2013 a 2016. Los Ángeles es la ciudad con mayor cantidad de tiendas independientes de discos en los EE. UU.

## Lectura complementaria
- Joshua Clark Davis, "For the Records: How African American Consumers and Music Retailers Created Commercial Public Space in the 1960s and 1970s South," Southern Cultures, Winter 2011